# Friedrich Heincke (Schiff)
Die Friedrich Heincke war ein deutsches Forschungsschiff.

## Geschichte
Das Schiff wurde unter der Baunummer 328 auf der Schiffswerft August Pahl in Hamburg-Finkenwerder für die Biologische Anstalt Helgoland gebaut und 1968 in Dienst gestellt. Eigner des Schiffes war die Bundesrepublik Deutschland, vertreten durch das Bundesministerium für Forschung und Technologie.
1990 wurde das Schiff außer Dienst gestellt und im Juli des Jahres an die norwegische Reederei Simon Møkster verkauft. Ersetzt wurde es durch die 1990 in Dienst gestellte Heincke. Das Schiff war nach Friedrich Heincke (1852–1929), dem Gründungsdirektor der damaligen „Königlichen Biologischen Anstalt Helgoland“ benannt. Heincke war von 1891 bis 1921 Direktor der Biologischen Anstalt Helgoland.

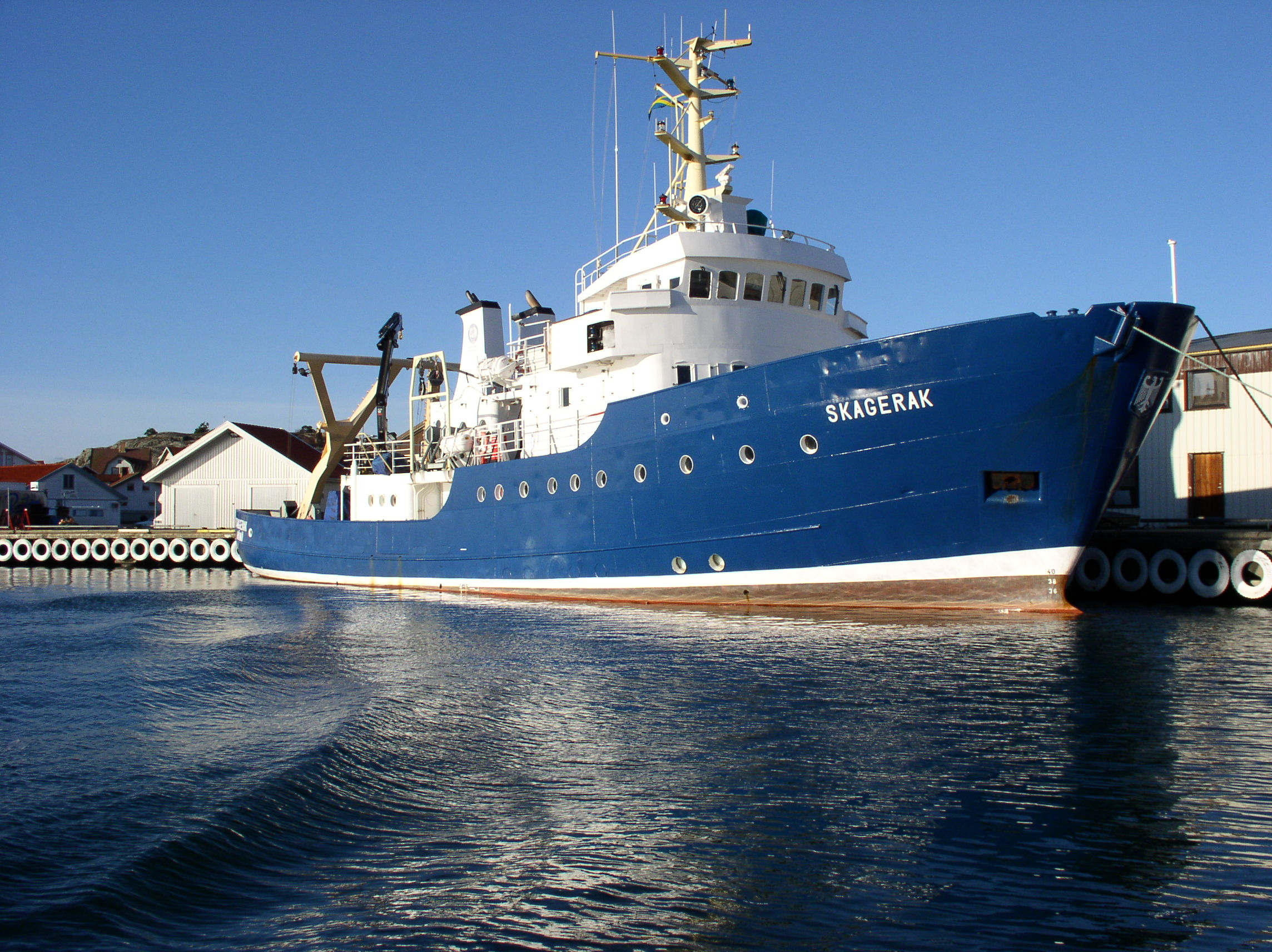
Das Schiff als Skagerak

Im Juni 1993 wurde das Schiff an die Universität Göteborg verkauft. Das Sven Lovén Centre for Marine Infrastructure an der Universität Göteborg nutzte das in Skagerak umbenannte Schiff als Forschungsschiff. 2018 wurde es durch einen gleichnamigen Neubau ersetzt.
Das Schiff wurde in erster Linie in der Ostsee, Kattegat, Skagerrak und der Nordsee eingesetzt. Es kann bis zu zwei Wochen auf See bleiben. Die übliche Dauer einer Forschungsfahrt betrug zwei bis fünf Tage. Das Schiff war für die Universität Göteborg etwa 150 bis 180 Tage im Jahr auf See.
2022 wurde das Schiff an das Unternehmen Scandinavian Ocean Minerals verkauft, die es als Botnia Surveyor für die Erkundung mariner Ressourcen nutzt und auch an Dritte verchartert. Bereedert wird es von Marine Solutions.

## Technische Daten und Ausstattung
Das Schiff wird von einem Zwölfzylinder-Viertakt-Dieselmotor des Herstellers MWM (Typ: TB12RS18/22) mit 677 kW Leistung angetrieben. Der Motor wirkt auf einen Propeller. Für die Stromerzeugung steht ein Dieselgenerator mit 200 kVA Scheinleistung zur Verfügung, der von einem Caterpillar-Dieselmotor des Typs 3512B DITA angetrieben wird.
Das Schiff verfügt über vier Decks. Auf dem Hauptdeck befinden sich sechs Laborräume, zwei Nasslabore und drei Trockenlabore sowie ein CTD-Raum. Hinter den Decksaufbauten befindet sich ein 70 m² großes, offenes Arbeitsdeck. Unterhalb des Arbeitsdecks befindet sich ein Laderaum, der über eine Luke im Arbeitsdeck zugänglich ist. Im Achterschiffsbereich befinden sich ein Kran sowie ein schwenkbarer Heckgalgen. Außerdem sind hier mehrere Winden installiert. Ein weiteres Hebewerkzeug zum Aussetzen und Einholen von Forschungsgeräten befindet sich auf der Steuerbordseite des Schiffes.
Das Schiff ist mit neun Kabinen, zwei Einzel- und sieben Doppelkabinen ausgestattet. Die Schiffsbesatzung beträgt vier bis fünf Personen. Fünf Doppelkabinen stehen für wissenschaftliches Personal zur Verfügung. Auf Tagesfahrten können bis zu 21 Personen eingeschifft werden. Bei längeren Forschungsfahrten ist Platz für zehn Wissenschaftler.